# Södra kyrkogården, Visby

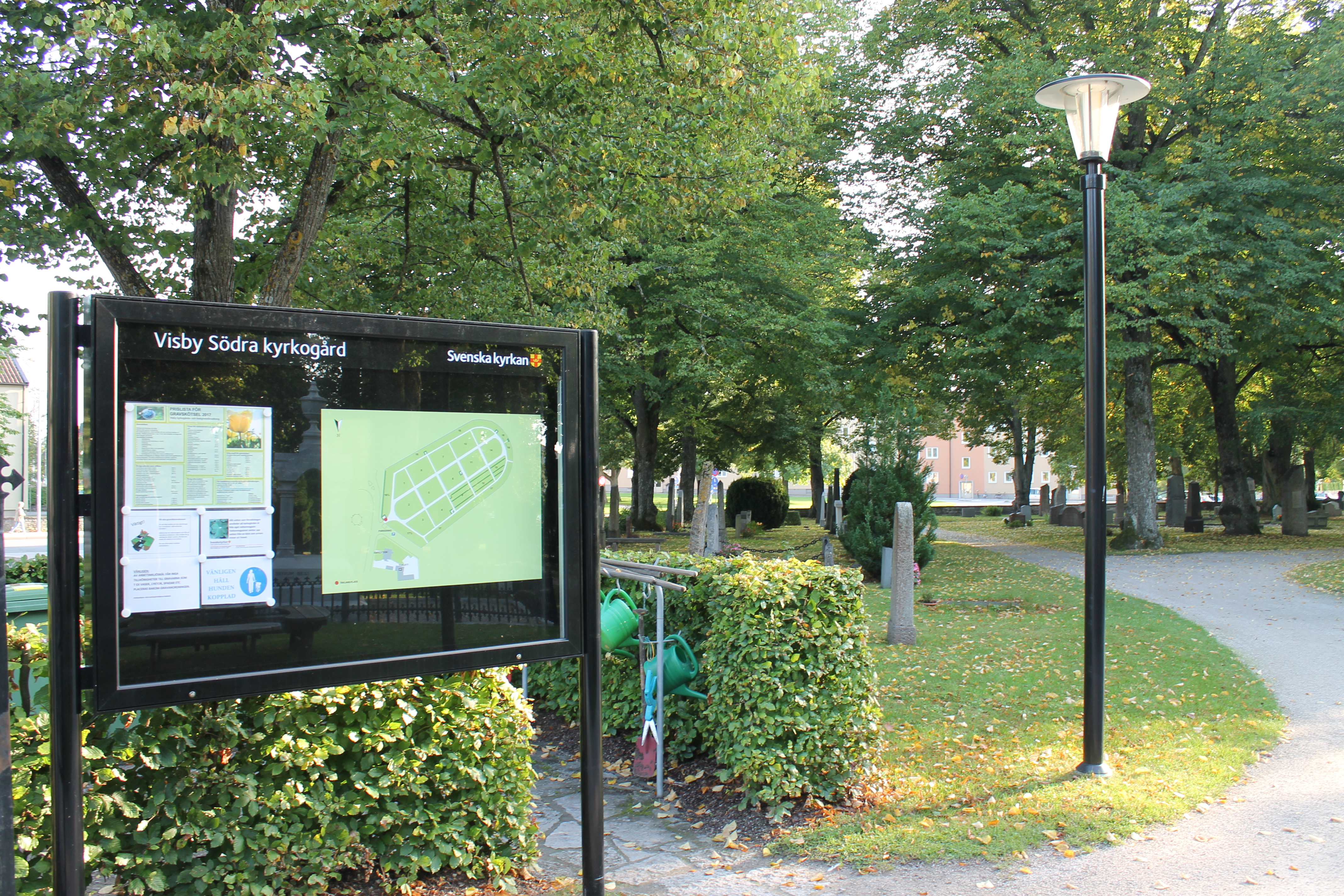
Ingången till Södra kyrkogården i Visby

Södra kyrkogården är en 1,6 hektar stor kyrkogård i Visby som invigdes den 4 september 1870 av biskop Lars Anton Anjou. Kyrkogården omfattar cirka 1500 begravningsplaster och ritades av August Waldemar Lundberg som var dåvarande stadsarkitekt i Visby. Kyrkogården är uppdelad i ungefär lika stora gravkvarter delade av raka genomgående gångar. Kyrkogården avgränsas utåt av en kalkstensmur och de inre alléerna inramas av lindar.

## Kända begravda personer
- Stig Alyhr
- Nils Broander
- Andreas Bruce
- Johan Kahl (konstnär)
- Jurgen von Zweigbergk